# Orophia
Orophia é um gênero de traça pertencente à família Agonoxenidae.